# Blebea, Neamț
Blebea este o localitate componentă a orașului Târgu Neamț din județul Neamț, Moldova, România.